# Stiernsköld
Stiernsköld (även stavat Stjernsköld) var en svensk friherrelig adelsätt, numera utdöd.
Enligt Gabriel Anreps ättartavlor skall ättens äldsta kände anfader ha varit en Jönis Ebbesson, vilken finns omnämnd 1357. På 1500-talet kom ett flertal av dennes ättlingar att inneha värdighet av riksråd, däribland Göran Hansson. Den senare var gift två gånger. Första äktenskapet var med Gertrud Posse, dotter till riksrådet Nils Jönsson Posse och, enligt Anrep, Gertrud Grubbe, fick han en dotter som gifte sig till Örnflycht och sedan till Lillie af Ökna. I andra äktenskapet, med Ingeborg Siggesdotter (Sparre af Rossvik), dotter till riksrådet Sigge Larsson (Sparre) och Kerstin Månsdotter (Natt och Dag), fick han en dotter som gifte sig med riksrådet Björn Claesson Leijon. Hans ende son, Claes Göransson, föddes i andra äktenskapet. Denne fick i sin tur bara en son, med hustrun Marina Grip, som var dotter till riksrådet Nils Bosson (Grip) och hans hustru Anna Trolle.
Deras son var riksrådet och ståthållaren med mera Göran Claesson (1552-1611). Barnen till Göran Claesson började, efter familjens vapenbild, använda släktnamnet Stiernsköld. Under en ättling, riksrådet och amiralen Nils Göransson Stiernsköld (1583-1627), introducerades ätten i den så kallade "riddarklassen" på det nyinrättade Riddarhuset 1625. Hans syster, Märta Göransdotter gifte sig med riddare och riksrådet Knut Andersson (Lillie).
Av Nils Göransson Stiernskölds barn avled alla unga utom yngste sonen, landshövdingen och riksrådet Claes Nilsson Stiernsköld (1617-1676). Denne upphöjdes den 28 maj 1651 till friherre och introducerades 1652 som sådan under nummer 24. Då samtliga hans tre söner dock avled före sin far slöt han själv denna ätt 1676.